# Alberto Jaramillo
Alberto Jaramillo Bórquez (Valdivia, 7 de abril de 1927-Santiago, 22 de agosto de 2023) fue un profesor de castellano y político chileno.

## Primeros años de vida
Sus padres fueron Roberto Jaramillo Bustamante y Laura Bórquez Riquelme.Realizó sus estudios primarios y secundarios en el colegio Salesiano de Valdivia, en el Camilo Ortúzar Montt de Santiago y en el Liceo Eduardo de la Barra de Valparaíso. Finalizada su etapa escolar, ingresó a la Facultad de Filosofía y Letras de la Pontificia Universidad Católica de Valparaíso donde se tituló de profesor de Castellano. 
Contrajo matrimonio con Carmen Gloria Carvallo Salazar, con tiene tres hijas: Ana María, Carmen Cecilia y María Victoria Jaramillo Carvallo.

## Vida pública
Ejerció su profesión en el Liceo de Hombres de Chillán. Entre 1961 y 1963 fue secretario Cultural, de la Federación de Educadores de Ñuble.
Inició sus actividades políticas en 1947 al incorporarse a la Falange Nacional. En 1957 se inscribió en el Partido Demócrata Cristiano donde tuvo distintas responsabilidades. Entre 1961 a 1963 fue su presidente en Chillán y también consejero nacional.
En las elecciones parlamentarias de 1965 fue elegido diputado por la Decimosexta Agrupación Departamental "Chillán, Bulnes y Yungay", período 1965 a 1969. Integró la Comisión Permanente de Educación Pública y fue miembro del Grupo Interparlamentario chileno en 1965 y miembro suplente del Comité Parlamentario Demócrata Cristiano en 1966.
En las elecciones parlamentarias de 1969 fue reelecto por la misma Agrupación Departamental, periodo 1969-1973. Continuó integrando la Comisión Permanente de Educación Pública.
El 30 de julio de 1971 renunció a la DC para incorporarse en agosto de ese año a la Izquierda Cristiana.

“No estoy de acuerdo con los resultados de la Junta Nacional del Pemartido Demócrata Cristiano de 1969. El partido ha demostrado que prefiere seguir por la vía capitalista. En cambio, nosotros pensamos que la vía socialista es la única solución para desarrollar el país. No un socialismo marxista, sino un socialismo democrático”.
La Tercera, 7 mayo 1969.

No fue reelecto en las elecciones parlamentarias de 1973.
Luego de ello retomó su profesión de profesor ejerciendo en diversos colegios, entre ellos el SS.CC. Alameda, de los Padres Franceses.
Falleció en agosto de 2023, en la comuna de La Florida, a los 96 años de edad.

## Historia electoral

### Elecciones parlamentarias de 1973
- Diputado por la Decimosexta Agrupación Departamental

| Candidato                                 | Partido                    | Votos  | %       | Resultado |
| ----------------------------------------- | -------------------------- | ------ | ------- | --------- |
| A. Confederación de la Democracia         |                            |        |         |           |
| Osvaldo Basso Carvajal                    | PIR                        | 3097   | 3,73 %  |           |
| Hugo Álamos Vásquez                       | PN                         | 15 214 | 18,32 % | Diputado  |
| Juan Héctor Canahuate Marzuca             | PN                         | 3990   | 4,81 %  |           |
| Luis Martin Mardones                      | PDC                        | 16 957 | 20,42 % | Diputado  |
| Lautaro Vergara Osorio                    | PDC                        | 8420   | 10,14 % | Diputado  |
| Votos de Lista                            | CODE                       | 424    | 0,51 %  |           |
| B. Unidad Popular                         |                            |        |         |           |
| Iván Arancibia Silva                      | MAPU                       | 1389   | 1,67 %  |           |
| Rogelio de la Fuente Gaete                | PS                         | 18 514 | 22,30 % | Diputado  |
| Abel Jarpa Vallejos                       | PR                         | 2738   | 3,30 %  |           |
| Alberto Jaramillo Bórquez                 | IC                         | 472    | 0,57 %  |           |
| Eduardo Contreras Mella                   | PCCh                       | 11 442 | 13,78 % | Diputado  |
| Votos de Lista                            | UP                         | 362    | 0,44 %  |           |
| Votos válidamente emitidos                | Votos válidamente emitidos | 83 019 | 98,92 % |           |
| Votos nulos                               | Votos nulos                | 658    | 0,78 %  |           |
| Votos en blanco                           | Votos en blanco            | 244    | 0,29 %  |           |
| Total de votos emitidos                   | Total de votos emitidos    | 83 921 | 100 %   |           |
| Fuente: Dirección del Registro Electoral. |                            |        |         |           |